# Moshé Flato
Moshé Flato (Tel Aviv, 17 septembre 1937 - Paris 14e, 27 novembre 1998) est un physicien et mathématicien français. Il est aussi fondateur et directeur du Laboratoire de physique mathématique de l'université de Bourgogne.
Il a été notamment directeur de thèse des frères Bogdanoff.